# Victor Bartley
Victor Bartley, född 17 februari 1988 i Ottawa, Ontario, Kanada, är en kanadensisk professionell ishockeyspelare, som bland annat spelat för Rögle BK och Nashville Predators. Från säsongen 2017/2018 spelar han för Örebro HK.

## Biografi
Victor Bartley har tidigare spelat på NHL-nivå för Nashville Predators och på lägre nivåer för Providence Bruins, Bridgeport Sound Tigers och Milwaukee Admirals i American Hockey League (AHL), Utah Grizzlies i ECHL, Rögle BK i Hockeyallsvenskan och Kamloops Blazers och Regina Pats i Western Hockey League (WHL). Fram till säsongen 2016/2017 var han kontrakterad till NHL-organisationen Montreal Canadiens och spelade för deras primära samarbetspartner St. John's Icecaps i AHL. 
Bartley blev aldrig draftad av någon NHL-organisation.
Han spelade säsongen 2005/2006 med Kanadas U18-lag, där det blev förlust i bronsmatchen mot Tjeckien med 4-1.

## Statistik
| 2002–2003                | Severna Park High        | PCBHL                    | 60  | 20 | 35  | 55  | 88  | —  | — | — | — | —  |
| 2003–2004                | Delta Ice Hawks          | PIJHL                    | 42  | 2  | 25  | 27  | 66  | —  | — | — | — | —  |
|                          | Kamloops Blazers         | WHL                      | 3   | 0  | 0   | 0   | 0   | —  | — | — | — | —  |
| 2004–2005                | Kamloops Blazers         | WHL                      | 68  | 4  | 6   | 10  | 58  | 5  | 0 | 3 | 3 | 4  |
| 2005–2006                | Kamloops Blazers         | WHL                      | 65  | 3  | 24  | 27  | 114 | —  | — | — | — | —  |
| 2006–2007                | Kamloops Blazers         | WHL                      | 67  | 4  | 39  | 43  | 104 | 4  | 0 | 2 | 2 | 8  |
| 2007–2008                | Kamloops Blazers         | WHL                      | 36  | 3  | 15  | 18  | 51  | —  | — | — | — | —  |
|                          | Regina Pats              | WHL                      | 25  | 7  | 17  | 24  | 42  | 6  | 1 | 3 | 4 | 8  |
| 2008–2009                | Regina Pats              | WHL                      | 72  | 15 | 31  | 46  | 97  | —  | — | — | — | —  |
|                          | Providence Bruins        | AHL                      | 10  | 0  | 0   | 0   | 6   | —  | — | — | — | —  |
| 2009–2010                | Utah Grizzlies           | ECHL                     | 21  | 2  | 11  | 13  | 21  | —  | — | — | — | —  |
|                          | Bridgeport Sound Tigers  | AHL                      | 8   | 2  | 0   | 2   | 6   | —  | — | — | — | —  |
| 2010–2011                | Rögle BK                 | Hockeyallsvenskan        | 52  | 11 | 23  | 34  | 56  | 10 | 2 | 7 | 9 | 8  |
| 2011–2012                | Milwaukee Admirals       | AHL                      | 76  | 9  | 30  | 39  | 64  | 1  | 1 | 0 | 1 | 0  |
| 2012–2013                | Nashville Predators      | NHL                      | 24  | 0  | 7   | 7   | 6   | —  | — | — | — | —  |
|                          | Milwaukee Admirals       | AHL                      | 54  | 7  | 19  | 26  | 35  | 2  | 0 | 1 | 1 | 0  |
| 2013–2014                | Nashville Predators      | NHL                      | 50  | 1  | 5   | 6   | 23  | —  | — | — | — | —  |
| 2014–2015                | Nashville Predators      | NHL                      | 37  | 0  | 10  | 10  | 26  | 4  | 0 | 0 | 0 | 2  |
| 2015–2016                | Nashville Predators      | NHL                      | 1   | 0  | 0   | 0   | 0   | —  | — | — | — | —  |
|                          | Milwaukee Admirals       | AHL                      | 14  | 0  | 1   | 1   | 10  | —  | — | — | — | —  |
| NHL totalt               | NHL totalt               | NHL totalt               | 112 | 1  | 22  | 23  | 55  | 4  | 0 | 0 | 0 | 2  |
| AHL totalt               | AHL totalt               | AHL totalt               | 162 | 18 | 50  | 68  | 121 | 3  | 1 | 1 | 2 | 0  |
| ECHL totalt              | ECHL totalt              | ECHL totalt              | 21  | 2  | 11  | 13  | 21  | —  | — | — | — | —  |
| Hockeyallsvenskan totalt | Hockeyallsvenskan totalt | Hockeyallsvenskan totalt | 52  | 11 | 23  | 34  | 56  | 10 | 2 | 7 | 9 | 8  |
| WHL totalt               | WHL totalt               | WHL totalt               | 336 | 36 | 132 | 168 | 466 | 15 | 1 | 8 | 9 | 20 |